# Desarenador
Desarenador es una estructura diseñada para retener la arena que traen las aguas servidas o las aguas superficiales a fin de evitar que ingresen al canal de aducción, a la central hidroeléctrica o al proceso de tratamiento y lo obstaculicen creando serios problemas.
Existen varios tipos de desarenadores. Los principales son:
- Desarenador longitudinal;
- Desarenador de vórtice.

La velocidad buscada del agua es de 0,3 m/s.

## Desarenador longitudinal
Su funcionamiento se basa en la reducción de la velocidad del agua y de las turbulencias, permitiendo así que el material sólido transportado en suspensión se deposite en el fondo, de donde es retirado periódicamente.
Normalmente, se construyen dos estructuras paralelas para permitir la limpieza de una de las estructuras mientras la otra está operando.

## Desarenador de vórtice
Los sistemas de desarenación del tipo vórtice se basan en la formación de un vórtice (remolino,) inducido mecánicamente, que captura los sólidos en la tolva central de un tanque circular. Los sistemas de desarenador por vórtice incluyen dos diseños básicos: cámaras con fondo plano con abertura pequeña para recoger la arena y cámaras con un fondo inclinado y una abertura grande que lleva a la tolva. A medida que el vórtice dirige los sólidos hacia el centro, unas paletas rotativas aumentan la velocidad lo suficiente para levantar el material orgánico más liviano y, de ese modo, retornarlo al flujo que pasa a través de la cámara de arena.